# Saint Claude (chanson)
Pour les articles homonymes, voir Saint-Claude.
Singles de Christine and the Queens
Christine
(2014)
Saint Claude est une chanson de Christine and the Queens, sortie le 7 juillet 2014 en tant que premier single de son premier album studio, Chaleur humaine. La chanson a été écrite après l'observation d'une scène de moquerie collective envers un jeune homme dans un bus, et tire son nom de l'arrêt auquel la chanteuse est précipitamment descendue, près de la rue Saint-Claude, à Paris.

## Classements musicaux
| Classement (2014-15)                    | Meilleure position |
| --------------------------------------- | ------------------ |
| Belgique (Wallonie Ultratop 50 Singles) | 10                 |
| France (SNEP)                           | 4                  |
| Suisse (Schweizer Hitparade)            | 60                 |

## Récompense
Lors des Victoires de la musique 2015, le clip de la chanson est désigné « vidéoclip de l'année ».